# Salomonia
Salomonia is een geslacht van halfvleugeligen uit de familie Aphrophoridae. De wetenschappelijke naam van dit geslacht is voor het eerst geldig gepubliceerd in 1940 door Lallemand.

## Soorten
Het geslacht Salomonia  is monotypisch en omvat slechts de volgende soort:
- Salomonia fusca Lallemand, 1940